# Fatir

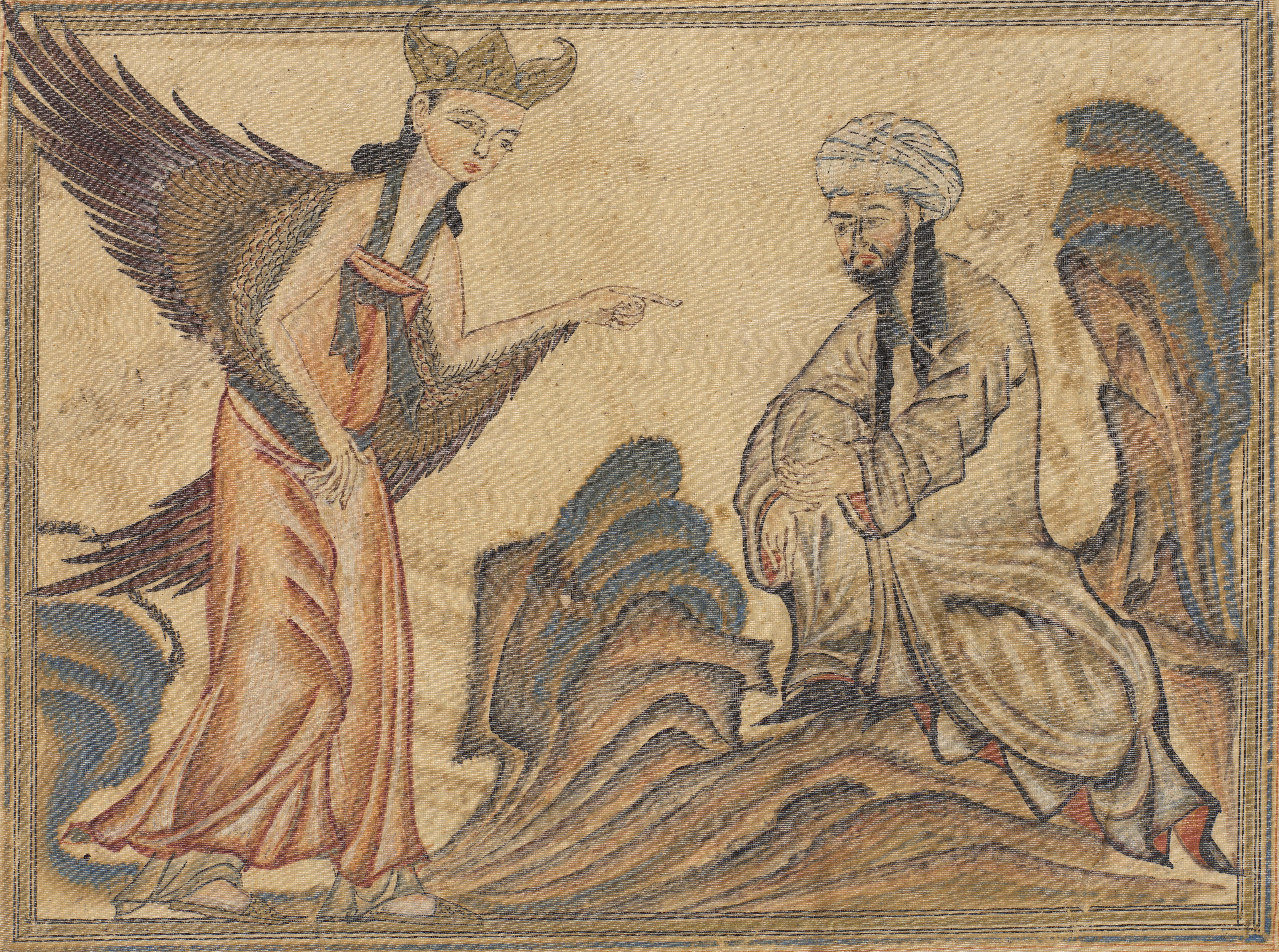
Ängeln Gabriel (Jibril) uppenbarar sig för Muhammed.

Al-Mala'ikah ("Änglarna") också känd som Fātir ( سورة فاطر Sūratu Fāṭir) "Himlarnas och jordens Skapare", är den trettiofemte suran i Koranen med 45 verser (ayah).